# 杉養蜂園
株式会社杉養蜂園（すぎようほうえん）は、熊本県熊本市北区に本社を置き、蜂産品の生産・販売をおこなっている日本の企業。
養蜂歴は70年以上になり、独自の生産哲学である『健やか農蜂業®』のもと、国内有数の蜂の群数を飼育し、人間の健康全般に携わる養蜂家企業である。また、蜜蜂の飼育から採蜜、販売までを一貫して自社が関わる6次産業化企業でもあり、独自のダイレクトテレマーケティングによるお客様満足の理論を高めたシステムを確立している。

## 沿革
- 1956年 - 種蜂3箱購入。
- 1961年 - 現常任顧問である杉武男が、巣箱10群を基に養蜂業として独立。自転車で販売促進活動開始。
- 1965年 - 鶴屋百貨店との取引開始。
- 1971年 - 株式会社として起業。資本金100万円。従業員数10名。
- 1973年 - 熊本交通センタープラザに直営店開設。
- 1975年 - 山鹿プラザ5に直営店開設。
- 1980年 - 生産部ハウス導入事業開始。『健やか農蜂業®』の基本となる。
- 1984年 - 教材用VTR「花とみつばち」完成。文部省特別選定。全国PTA連合会推奨。第30回国際養蜂会議金賞受賞。
- 1985年 - 養蜂事業部社屋新設。
- 1986年 - 阿蘇みつばち牧場がオープン（熊本）。
- 1986年 - みつばち化粧品シリーズ「ヘチマ化粧水」「はちみつよもぎ石鹸」開発。
- 1990年 - ローヤルゼリー直販部設立。
- 1991年 - 商事部設立。スティックローヤルゼリー入り蜂蜜開発。
- 1992年 - プロポリス（液・粒）発売開始。「ローヤルゼリーゴールド500」発売開始。
- 1994年 - 大津文化の森「ハニーハウス」がオープン（熊本）。
- 1997年 - フードパル熊本の新社屋に移転。
- 1998年 - 福屋百貨店に売場開設（広島）。熊本空港産交売店に売場開設（熊本）。
- 1998年 - 健やか農蜂業を実践する「いちご園」開園。
- 2000年 - テレマーケティングセンター設立。ダイレクトマーケティング事業の開始。
- 2002年 - 「へちまの帽子」が熊本県物産振興協会「平成14年優良新商品審査会」の銅賞を受賞。「プロポリスゴールド」発売開始。水前寺店開設（熊本）。湯布院店開設（大分）。阿蘇ファームランドに売場開設（熊本）。
- 2003年 - 「はちみつオープナー」が熊本県物産振興協会「平成15年優良新商品審査会」の金賞を受賞。
- 2003年 - 伊東温泉店開設（静岡）。太宰府店開設（福岡）。長崎グラバー園店開設（長崎）。箱根湯本店開設（神奈川）。
- 2004年 - 鎌倉店開設（神奈川）。神戸元町店開設（兵庫）。京都三条店開設（京都）。
- 2005年 - 富士河口湖店開設（山梨）。奈良東大寺店開設（奈良）。川越店開設（埼玉）。巣鴨とげぬき地蔵店開設（東京）。
- 2006年 - 日光東照宮店開設（栃木）。金刀比羅店開設（香川）。
- 2007年 - 宮島店開設（広島）。黒川温泉店開設（熊本）。熱海店開設（静岡）。登別店開設（北海道）。成田山店開設（千葉）。
- 2008年 - 愛媛県　道後温泉店開設（愛媛）。
- 2008年 - 山口県　下関カモンワーフ店開設（山口）。
- 2008年 - 飛騨高山店開設（岐阜）。草津温泉店開設（群馬）。城崎温泉店開設（兵庫）。
- 2009年 - 函館金森倉庫店、小樽店開設（北海道）。水道町センター（テレマーケティングセンター）開設。
- 2010年 - 琵琶湖長浜店開設（滋賀）。
- 2012年 - 軽井沢2号店開設（長野）。京都銀閣寺店開設（京都）。飛騨高山上一之町店開設（岐阜）。
- 2013年 - 鹿児島天文館店開設（鹿児島）。佐賀センター（テレマーケティングセンター）開設。
- 2014年 - 「コラーゲン＆発酵ローヤルゼリードリンク」に使用している「発酵ローヤルゼリー」とその製造方法について特許取得。
- 2014年 - 錦市場店開設（京都）。熊本駅新幹線口店開設（熊本）。鎌倉2号店、3号店開設（神奈川）。
- 2015年 - 川越2号店開設（埼玉）。久留米センター（テレマーケティングセンター）開設。
- 2016年 - 吉祥寺店、表参道店、自由が丘店、麻布十番店開設（東京）。横浜元町店開設（神奈川）。善光寺店開設（長野）。鎌倉若宮大路店開設（神奈川）。
- 2017年 - 名古屋メイカーズピア店、KITTE名古屋店開設（愛知）。みつばち牧場ハウステンボス店開設（長崎）。香港現地法人設立。SOGOコーズウェイベイ店開設（香港）。SUGI BEE GARADEN CAFE開設（タイ）。
- 2018年 - イオンモール宮崎店開設（宮崎）。漢神百貨店、新光三越A8店、CITY SUPER復興館店開設（台湾）。
- 2019年- SAKURAMACHI Kumamoto店開設（熊本）。イオンモール高岡店開設（富山）。北千住マルイ店（東京）。イオンモール沖縄ライカム店開設（沖縄）、高島屋シンガポール店開設（シンガポール）、 ランガムプレイス店開設（香港）、東遠百貨店信義A13店開設（台湾）。見学通路を併設した新工場が完成。
- 2020年- イオンモール羽生店開設（埼玉）。イーアスつくば店開設（茨城）、福岡空港国内線ターミナル店開設（福岡）。
- 2021年- ゆめタウンはません店、熊本城桜の馬場城彩苑店開設（熊本）。POPCORN店開設（香港）。
- 2022年 - ISLAND RESORT MALL店開設（香港）。ホーチミン高島屋店開設（ベトナム）。イオンレイクタウンmori店開設（埼玉）。嵐山店開設（京都）。羽田エアポートガーデン店開設（東京）。
- 2023年 - 阿蘇くまもと空港店開設（熊本）。イオンモール幕張新都心店開設（千葉）。mozoワンダーシティ店開設（愛知）。
- 2024年 - KITTE大阪店開設（大阪）。イオンモール岡崎店開設（愛知）。

## 提供番組
- 奥さん集合 10時はぁーん（RKB毎日放送）